# Wanda Wasilewska
Wanda Wasilewska (ur. 21 stycznia 1905 w Krakowie, zm. 29 lipca 1964 w Kijowie) – polska i radziecka działaczka socjalistyczna i komunistyczna, pisarka i polityczka. Założycielka i przewodnicząca Związku Patriotów Polskich w ZSRR od czerwca 1943, współzałożycielka ludowego Wojska Polskiego, które walczyło na froncie wschodnim II wojny światowej. Od 21 lipca 1944 wiceprzewodnicząca Polskiego Komitetu Wyzwolenia Narodowego. Pułkownik Głównego Zarządu Politycznego Armii Czerwonej i uczestniczka „wielkiej wojny ojczyźnianej”, członkini prezydium tajnego Centralnego Biura Komunistów Polski przy Komitecie Centralnym WKP (b) (1944), przez sześć kadencji deputowana do Rady Najwyższej ZSRR, zastępca sekretarza Zarządu Towarzystwa Przyjaźni Polsko-Radzieckiej w 1949. W czasie II wojny światowej Wasilewska była główną doradczynią Józefa Stalina w sprawach polskich.

## Dzieciństwo i młodość
Była córką Leona Wasilewskiego – działacza niepodległościowego z Polskiej Partii Socjalistycznej, bliskiego współpracownika Józefa Piłsudskiego i pierwszego ministra spraw zagranicznych odrodzonej Polski, oraz Wandy z Zieleniewskich (zm. 1978). Miała dwie siostry: Halszkę (1899–1961) i Zofię Aldonę po mężu Woźnicką (1908–1984). Znany z lewicowych poglądów Wasilewski swoje córki ochrzcił w wyznaniu ewangelicko-reformowanym. Wbrew rozpowszechnionym plotkom nie była chrześnicą Józefa Piłsudskiego. Wasilewska i jej ojciec byli w bliskim związku pomimo odmiennych poglądów politycznych. Według relacji córki Leon Wasilewski nienawidził Rosji. Ukończyła gimnazjum państwowe w Krakowie.

## W okresie międzywojennym
Od 1923 studiowała polonistykę na Uniwersytecie Jagiellońskim, gdzie kilka lat później obroniła doktorat. W czasie studiów była działaczką Związku Niezależnej Młodzieży Socjalistycznej i Towarzystwa Uniwersytetu Robotniczego. Jako studentka śladem ojca wstąpiła już w 1923 do PPS. W młodości pracowała jako dziennikarka i nauczycielka. Od wiosny 1932 zaangażowana w działalność radykalnej frakcji młodzieżowej, dążącej do konfrontacji z sanacją i wspólnej akcji z komunistami.
Po przeprowadzce do Warszawy w 1934 zatrudniona w Dziale Wydawniczym Związku Nauczycielstwa Polskiego (ZNP); pracę utraciła po aferze spowodowanej wydaniem „Płomyka” z 2 marca 1936, w którym Wasilewska promowała radzieckie metody wychowania dzieci i który był apologią ZSRR. Zaatakował ją wówczas w Sejmie premier Felicjan Sławoj Składkowski, a ten numer pisma został skonfiskowany. W 1934 roku wydała swoją pierwszą książkę Oblicze dnia, traktującą o strajku, którym kierował jej drugi mąż Marian Bogatko. Dzięki interwencji ojca, nie miała po tej publikacji problemów ze strony cenzury. Wasilewska wydała wiele książek, gdyż każdą pisała maksymalnie przez kilka miesięcy. Krytyka zarzucała jej pisanie pod tezę, słaby język, jednowymiarowe postaci, zbyt łatwe i oczywiste rozwiązania fabularne, a także moralizatorstwo, ale pomimo tego jej powieści cieszyły się dużą popularnością i miały wysokie nakłady. Współpracowała z wieloma wydawnictwami lewicowymi, takimi jak: „Naprzód”, „Robotnik”, „Dziennik Popularny”, „Oblicze Dnia”. W kilku przypadkach ambasada ZSRR wypłacała Wasilewskiej honoraria za jej książki wydawane w ZSRR, a według niepotwierdzonej wersji jej książki miały spodobać się osobiście Józefowi Stalinowi, który polecił ich tłumaczenie na rosyjski i wydanie w ZSRR. Należała do Międzynarodowej Organizacji Pomocy Rewolucjonistom.
W PPS, jako członek Rady Naczelnej w latach 1934–1937, była zwolenniczką koncepcji jednolitofrontowych i walczyła z „odchyleniem prawicowo-oportunistycznym”. Poza PPS działała w Lidze Obrony Praw Człowieka i Obywatela (wraz z Teodorem Duraczem i Wacławem Barcikowskim). Była przez pewien czas drugim wiceprzewodniczącym tej organizacji. W maju 1936 była jednym z organizatorów Kongresu Kultury we Lwowie, który przekształcił się w antysanacyjną demonstrację, a Wasilewską utwierdził w przekonaniu, że miejsce pisarza jest wśród walczącego o wyzwolenie proletariatu. Ze względu na koneksje ojca, władze sanacyjne nie uwięziły Wasilewskiej. Leon Wasilewski często używał swoich znajomości wstawiając się za córką, np. gdy w 1936 prosiła MSW o zgodę na wyjazd do ZSRR. Stopniowa radykalizacja poglądów Wasilewskiej doprowadziła w połowie lat 30. do jej bliskich związków z komunistami. W przyszłości będzie ona jednak nawiązywała do swoich korzeni wśród polskich socjalistów, nazywając siebie pepeesówką i podkreślając wychowanie otrzymane od rodziców – lewicowych i patriotycznych aktywistów. Po przeprowadzce do ZSRR poróżniła się politycznie z mężem, który dostrzegał biedę i strach w codziennym życiu mieszkańców ZSRR, ona zaś nie chciała ich widzieć lub tłumaczyła je sobie przymusową ofiarą w imię większego dobra.
W późnych latach 30. przywódcy Komunistycznej Partii Polski (KPP) zostali wymordowani w czasie „wielkiej czystki”, a sama partia rozwiązana 16 sierpnia 1938 przez Komintern. Wasilewska nigdy nie odniosła się jednoznacznie do losu działaczy, wśród których musiało być wielu jej znajomych czy współpracowników. Pisała potem niejasno, że w sytuacji rozprzestrzeniania się faszyzmu i izolacji ZSRR te posunięcia były konieczne. Według późniejszej relacji Wasilewskiej, w przeddzień wybuchu wojny wspierała ZSRR jako jedyną siłę zdolną, w jej przekonaniu, do powstrzymania faszyzmu. Uważała, że Pakt Ribbentrop-Mołotow był niezbędny dla odroczenia konfrontacji ZSRR z III Rzeszą.

## Po wybuchu II wojny światowej
Po agresji III Rzeszy na Polskę we wrześniu 1939 wraz ze Stanisławem Dubois i innymi działaczami lewicy przedostała się do Kowla, który po agresji ZSRR na Polskę był okupowany przez Armię Czerwoną. Wasilewska skomentowała to po latach: uciekałam w stronę Związku Radzieckiego, a Związek Radziecki przyszedł do mnie...
Wezwana przez Stalina przyjęła obywatelstwo ZSRR i zamieszkała we Lwowie. Już we wrześniu 1939 została oficjalnie członkiem Wszechzwiązkowej Komunistycznej Partii (bolszewików). W 1940 z okupowanej Warszawy sprowadziła na skutek radziecko-niemieckiej współpracy m.in. swoją córkę Ewę Szymańską (matka Wandy nie zgodziła się na wyjazd), sprowadziła także wyposażenie swego warszawskiego mieszkania. We Lwowie objęła faktyczne kierownictwo nad grupą polskich i ukraińskich komunistów. Zabiegała o zachowanie języka polskiego jako wykładowego na lwowskich uczelniach. Zorganizowała pismo „Czerwony Sztandar”, zamieszczając tam swoje artykuły. 17 września 1940, w rocznicę agresji ZSRR na Polskę, wstąpiła do Związku Radzieckich Pisarzy Ukrainy.
Miała osobisty dostęp do Stalina, który dał jej swój prywatny numer telefonu. Ich pierwszy bezpośredni kontakt w styczniu 1940 przerodził się w trwałą poufałość. 28 czerwca 1940, kilka tygodni po zbrodni katyńskiej, Stalin przyjął Wasilewską na Kremlu. Wydarzenie to zainicjowało reorientację radzieckiej polityki względem Polaków (z niepokojem odnotowaną przez ambasadę niemiecką w Moskwie), jak i okres dominacji Wasilewskiej w sferze polityki polskiej w ZSRR, który trwał do późnego etapu wojny.
Uczestniczyła aktywnie w kampanii do pseudowyborów z października 1939 do Zgromadzeń Ludowych Zachodniej Ukrainy i Zachodniej Białorusi, które zatwierdziły następnie aneksję wschodnich terenów II Rzeczypospolitej przez ZSRR. Pozytywnie zareagowała na propozycję aby wystartowała 24 marca 1940 w wyborach na członka Rady Najwyższej ZSRR z okręgu Lwów. We Lwowie została w 1940 kierownikiem literackim Teatru Polskiego, na miejsce aresztowanego przez NKWD Władysława Broniewskiego. W tym samym roku zaangażowała się w obchody 85. rocznicy śmierci Adama Mickiewicza. Była współautorką scenariusza wyprodukowanego w 1940 propagandowego antypolskiego filmu pt. Wiatr ze Wschodu, uzasadniającego inwazję ZSRR na Polskę. W marcu 1941 została mianowana redaktorem naczelnym wydawanego we Lwowie miesięcznika literacko-społecznego „Nowe Widnokręgi”, organu Związku Pisarzy ZSRR, wznowionego w maju 1942 przez Wasilewską i Alfreda Lampe, później organu Związku Patriotów Polskich (ZPP). W 1941 uzyskała od Stalina możliwość wstępowania byłych członków KPP do Wszechzwiązkowej Komunistycznej Partii (bolszewików), z zaliczeniem stażu przedwojennego w KPP.

## Po ataku Niemiec na ZSRR
Po ataku Niemiec na ZSRR, a przed zajęciem Lwowa przez Wehrmacht 30 czerwca 1941, ewakuowana do Moskwy, gdzie kontynuowała od lipca 1941 wydawanie pisma. Zgłosiwszy się do Armii Czerwonej została pułkownikiem i korespondentem wojennym. „Pamiętam Wasilewską w czasie wielkiej wojny ojczyźnianej. W ciężkich butach, w oficerskiej bluzie, przeszła liczne frontowe szlaki i wszędzie oczekiwano jej z niecierpliwością, jako jednego z najżarliwszych agitatorów tej świętej wojny” – wspominał Leonid Nowiczenko. Redagowała też wtedy pisemko dla partyzantów i broszury propagandowe. Członkini Wszechsłowiańskiego Komitetu Antyfaszystowskiego, utworzonego w sierpniu 1941 i kierowanego przez generała por. Aleksandra Gundurowa.
Wykorzystując pogarszające się, zwłaszcza po ewakuacji armii Andersa latem 1942, stosunki między ZSRR a Rządem RP na uchodźstwie i poprawę strategicznej sytuacji ZSRR dzięki bitwie stalingradzkiej, wygranej przez Armię Czerwoną, w styczniu 1943 Wasilewska i Lampe skierowali list do Stalina, w którym zwracali się z propozycją utworzenia „centralnego ośrodka do spraw polskich”. Po rozmowach ze Stalinem i Wiaczesławem Mołotowem w lutym 1943 zapadła decyzja o wydawaniu pisma dla Polaków w ZSRR „Wolna Polska” oraz o powołaniu organizacji – Związek Patriotów Polskich. Działania sowieckie w tym zakresie zostały zintensyfikowane po zerwaniu przez ZSRR 25 kwietnia 1943 stosunków dyplomatycznych z rządem RP na uchodźstwie w związku z ujawnieniem zbrodni katyńskiej i apelem rządu polskiego do Międzynarodowego Czerwonego Krzyża w Genewie o śledztwo w tej sprawie. Wasilewska wspierała aktywnie kłamstwo katyńskie.
Powołanie Związku Patriotów Polskich pod kierownictwem Wasilewskiej zostało ogłoszone w Moskwie w czerwcu 1943. ZPP był masową organizacją (ok. 100 000 członków) zajmującą się m.in. opieką socjalną wśród społeczności polskich w ZSRR – Wasilewska mogła w nim realizować swoją pasję społecznika. Była ona bardzo aktywna w organizowaniu pomocy materialnej dla Polaków deportowanych w głąb ZSRR po agresji sowieckiej na Polskę i tworzeniu szkół dla polskich dzieci. Według Agnieszki Mrozik głównym celem ZPP było wprowadzenie socjalizmu w Polsce; organizacja ta położyła podwaliny pod ustanowienie powojennego rządu, w którym to przedsięwzięciu Wasilewska była „wielką pełnomocniczką Stalina”. ZPP (który według Antoniego Czubińskiego był, w porównaniu z późniejszym CBKP, instytucją „politycznie i ideologicznie bezbarwną”) wystąpił z wnioskiem o utworzenie w ZSRR nowej armii polskiej; w rezultacie Wasilewska organizowała 1 Polską Dywizję Piechoty im. Tadeusza Kościuszki oraz 1 Armię Polską w ZSRR. Z jej inicjatywy powołano tam polskiego kapelana. Pisała, że sama nalegała na jak najszybsze włączenie dywizji do działań frontowych. Jednak po dużych stratach poniesionych przez Polaków w bitwie pod Lenino, zatrwożona Wasilewska spowodowała czasowe wycofanie żołnierzy z frontu celem wzmocnienia jednostki i dalszego szkolenia. Utworzenie ludowego Wojska Polskiego Wasilewska uważała później za swoje największe osiągnięcie. Miała swój udział w uwolnieniu z łagrów wielu zesłanych tam Polaków, m.in. Andrzeja Witosa, choć nigdy nie zwątpiła w sam system pracy przymusowej i zsyłek. Od lutego 1944 członkini tajnego Centralnego Biura Komunistów Polski (CBKP) przy KC WKP(b), organizacyjnego trzonu polskich komunistów w ZSRR. 21 lipca 1944 została wiceprzewodniczącą utworzonego w Moskwie Polskiego Komitetu Wyzwolenia Narodowego (PKWN), gdzie formalnie reprezentowała Polską Partię Robotniczą (PPR). Na jesieni Wasilewska zrezygnowała z dalszej działalności w PKWN.
Uważała od czasów przedwojennych, że Lwów jest ukraiński. Ksaweremu Pruszyńskiemu przedstawiała już w 1942 koncepcję „Polski Krzywoustego”, od Odry do Bugu. Geograficzna wizja powojennej Polski, pozbawionej Kresów Wschodnich a rekompensowanej tzw. Ziemiami Odzyskanymi na zachodzie, kształtowała się w dyskusjach Wasilewskiej ze Stalinem. Rosyjscy komuniści domagali się wówczas redukcji potencjalnie nieprzyjaznego przyszłego państwa polskiego do ziem zamieszkałych w większości przez ludność etnicznie polską. Jeszcze w lipcu 1944 Wasilewska dodatkowo uzyskała od Stalina zgodę na przeniesienie zachodniej granicy na południowym odcinku z Nysy Kłodzkiej na Nysę Łużycką. Spowodowało to potem problemy na konferencji poczdamskiej, ponieważ Anglicy chcieli zachować tę część Dolnego Śląska dla przyszłego państwa niemieckiego.
Podczas spotkania z polskimi historykami w 1964 Wasilewska powiedziała, że nie ubiegała się w czasie wojny o rolę przywódcy, ale korzystała z możliwości jakie się nadarzyły. Inni polscy działacze takich możliwości nie mieli i zmuszeni byli do załatwiania spraw przez nią; dla niektórych nie było to łatwe.
W kwestii ewentualnego kontynuowania kariery politycznej w powojennej Polsce Wasilewska mogła być w jakimś stopniu „wypchnięta” lub zniechęcona, jako jedyna wśród ścisłego kierownictwa kobieta czy jako osoba wizerunkowo zbyt blisko związana ze Stalinem.

## Po II wojnie światowej
Po 1945, z różnych względów, nie zdecydowała się wrócić do Polski. Wraz z trzecim mężem Ołeksandrem Kornijczukiem zamieszkała w Kijowie (przy ulicach: Obserwatornej, Artioma i Liebknechta). Przez sześć kadencji była deputowaną do Rady Najwyższej ZSRR. Po wojnie działała w ruchach pokojowych, z racji czego często wyjeżdżała za granicę. Podróżowała m.in. do Francji, Austrii, Niemiec, Rumunii, Kuby, Kambodży, Meksyku i Chin. Była sygnatariuszką apelu sztokholmskiego w 1950. 22 listopada 1950 na II Kongresie Obrońców Pokoju w Warszawie została wybrana w skład Światowej Rady Pokoju. Prowadziła działalność literacką, propagandową i dyplomatyczną, niestrudzenie krytykowała kapitalizm i faszyzm. Była być może w pewnej mierze zaślepiona zjawiskiem radzieckiego komunizmu, który z jej punktu widzenia musiał się wydawać „końcem historii”.

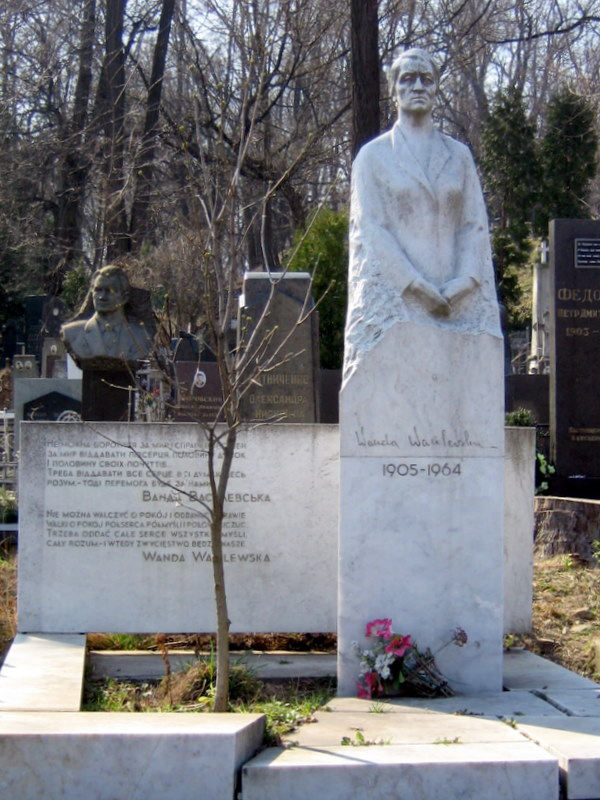
Grób i symboliczny pomnik Wandy Wasilewskiej na cmentarzu Bajkowa w Kijowie

Wielokrotnie bywała w Warszawie, gdzie wraz z mężem mieli wielu znajomych i gdzie miała swój pokój w willi Janiny Broniewskiej, bliskiej przyjaciółki od czasów wspólnej pracy w ZNP. Jej wizyty, podczas których konsultowali się z nią w sprawach politycznych Bolesław Bierut i Jakub Berman, miały charakter oficjalny. W grudniu 1948, na kongresie zjednoczeniowym PPR i PPS, była gościem honorowym. Przyjazdy do Polski stały się rzadsze i bardziej prywatne po polskim październiku, jako że Wasilewska związana była z frakcją stalinowską, a przy tym, według Andrzeja Werblana, Władysław Gomułka i Wasilewska byli politycznie niekompatybilni.
Zmarła nagle 29 lipca 1964 w Kijowie, prawdopodobnie na zawał serca, parę dni po pogrzebie Maksyma Rylskiego, w którym brała udział. Pochowano ją na kijowskim cmentarzu Bajkowa. Ze strony polskiej w pogrzebie uczestniczyli Janina Broniewska, która przewodniczyła delegacji, Wincenty Kraśko, Jerzy Putrament oraz ambasador Edmund Pszczółkowski. Na koszt rządu ZSRR wystawiono pisarce marmurowy nagrobek z polskim napisem, który można oglądać do dziś. Wyraziła życzenie, aby mąż nie spoczął w tym samym grobie i tak też się stało.

## Życie prywatne
Była trzykrotnie zamężna: pierwszy raz z robotnikiem kolejowym z Tuchowa i studentem matematyki Romanem Szymańskim, którego poślubiła w lutym 1925 w krakowskim kościele ewangelickim, i z którym miała córkę Ewę (ur. 1928). Po śmierci Szymańskiego na tyfus poznała w jesieni 1931 działacza PPS Mariana Bogatkę, z którym współpracowała w czasie strajku murarzy w Krakowie w 1933, i którego z czasem poślubiła w warszawskim kościele ewangelicko-reformowanym. Drugi mąż wspierał jej działalność i często przejmował obowiązki domowe, uważane wówczas za domenę kobiet. Para mieszkała krótko w Krakowie, a potem przeprowadziła się do Warszawy i zamieszkała na Żoliborzu, w mieszkaniu, które pomógł im pozyskać jej ojciec. Następnie wyemigrowała z mężem do Związku Radzieckiego. Bogatko został w maju 1940 zamordowany przez NKWD. Według Nikity Chruszczowa, NKWD tłumaczyło mu, że Bogatkę zabili omyłkowo; on tę informację przekazał Wasilewskiej, a ona wyjaśnienia zaakceptowała. Ostatni związek małżeński zawarła z pisarzem i politykiem Ołeksandrem Kornijczukiem. Tylko na początku związku przyjęła nazwisko pierwszego męża, ale później posługiwała się swoim panieńskim, co było wówczas rzadkością.
Krążyły niepotwierdzone plotki o jej romansie ze Stalinem. Większość historyków wyklucza uczuciową więź między Wasilewską a Stalinem.
Po osiedleniu się w Kijowie poświęciła się wychowywaniu swego wnuka Piotra (ur. 1950), syna Ewy Szymańskiej i działacza Komunistycznej Partii Hiszpanii. Razem z Wasilewską i Kornijczukiem w Kijowie zamieszkały siostra Zofia oraz sprowadzona w 1945 z Warszawy matka Wanda. Z Wasilewską związany był rodzinnie ukraińsko-radziecki pisarz Natan Rybak (był mężem siostry Ołeksandra Kornijczuka).
Po 1945, kontynuując działalność polityczną w Radzie Najwyższej i ruchach pokojowych, wycofywała się w życie prywatne. Wraz z mężem kupili działkę w Plutach pod Kijowem, gdzie poświęcała czas uprawie owoców i warzyw, łowieniu ryb, spotkaniom z przyjaciółmi i wypoczynkowi po latach pracy partyjnej. Jednym z gości Wasilewskiej i Kornijczuka był w 1947 amerykański pisarz John Steinbeck.

## Twórczość
Twórczość Wasilewskiej była zaangażowana społecznie i politycznie, jej utwory propagowały lewicową rewolucję. Pisarka była prekursorką socrealizmu w literaturze polskiej. Mimo że jej twórczość nie jest dziś oceniana wysoko, ma na swoim koncie liczne powieści, a także trochę wierszy (które pisywała w młodości „do szuflady”). Wśród jej książek znajdują się: Oblicze dnia (1934), Ojczyzna (1935), Ziemia w jarzmie (1938), Pieśń nad Wodami (trylogia, 1940, 1950, 1952), Tęcza (1943). Tęcza, nagrodzona przez Stalina i sfilmowana w 1944, przedstawia kobiety jako aktywne uczestniczki wydarzeń historycznych, ofiary gwałtów wojny, ale i dzielne bohaterki walki z niemieckim najeźdźcą. W Po prostu miłość (1944) i Gdy światło zapłonie (1946) pisarka przekazuje idee i wizje wyłaniającego się porządku powojennego, kiedy wreszcie znajduje się miejsce na miłość i rodzinne szczęście. Wydawała też powieści dla młodzieży: Królewski syn (1933), Kryształowa kula Krzysztofa Kolumba (1934), Szlakiem przygód (1935), Legenda o Janie z Kolna (1936), Wierzby i bruk (1936), Pokój na poddaszu (1954 – w okresie PRL lektura w 5 klasie szkoły podstawowej) oraz książeczkę dla dzieci W pierwotnej puszczy (1946, utrzymana w duchu marksistowskim, alternatywna wobec biblijnej fabularyzowanej historii socjogenezy). Publikowała liczne opowiadania dla dzieci w czasopismach Płomyk i Polska Zjednoczona. Artykuły, przemówienia i listy Wasilewskiej z okresu wojny zostały zebrane w tomach Płomień i próchno (wydany przez ZPP w Moskwie w 1945) oraz O wolną i demokratyczną (Wojskowy Instytut Historyczny, Warszawa, 1985). Jej twórczość tłumaczyły na język rosyjski Helena Usijewicz i Ewa Szymańska (córka), na ukraiński zaś Maria Pryhara. Sześć tomów prac zebranych Wasilewskiej zostało wydane w Moskwie w 1955.

## Ordery i odznaczenia
- Order Krzyża Grunwaldu I klasy (uchwała podziemnego Prezydium Krajowej Rady Narodowej w lutym 1944)[62][49]
- Order Sztandaru Pracy I klasy (1955)[49]
- Krzyż Komandorski z Gwiazdą Orderu Odrodzenia Polski (31 października 1946)[63][62][49]
- Krzyż Partyzancki (1947)[64]
- Medal za Warszawę 1939–1945 (1947)[64]
- Medal za Odrę, Nysę, Bałtyk (1947)[64]
- Złota odznaka związkowa Związku Zawodowego Nauczycielstwa Polskiego (1955)[65]
- Order Lenina (dwukrotnie) (ZSRR, 1948, 1955)[64]
- Order Czerwonej Gwiazdy (ZSRR, 1947)[64]
- Medal „Za Zwycięstwo nad Niemcami w Wielkiej Wojnie Ojczyźnianej” (ZSRR)[64]
- Medal „Partyzantowi Wojny Ojczyźnianej” (ZSRR, 1947)[64]
- Złoty Medal Pokoju im. F. Joliot-Curie (1964)[64]
- Srebrny Medal Pokoju im. F. Joliot-Curie (1959)[64]

## Nagrody
- Nagroda Stalinowska I klasy (1943)
- Nagroda Stalinowska II klasy (dwukrotnie, 1946 i 1952)[66][67]

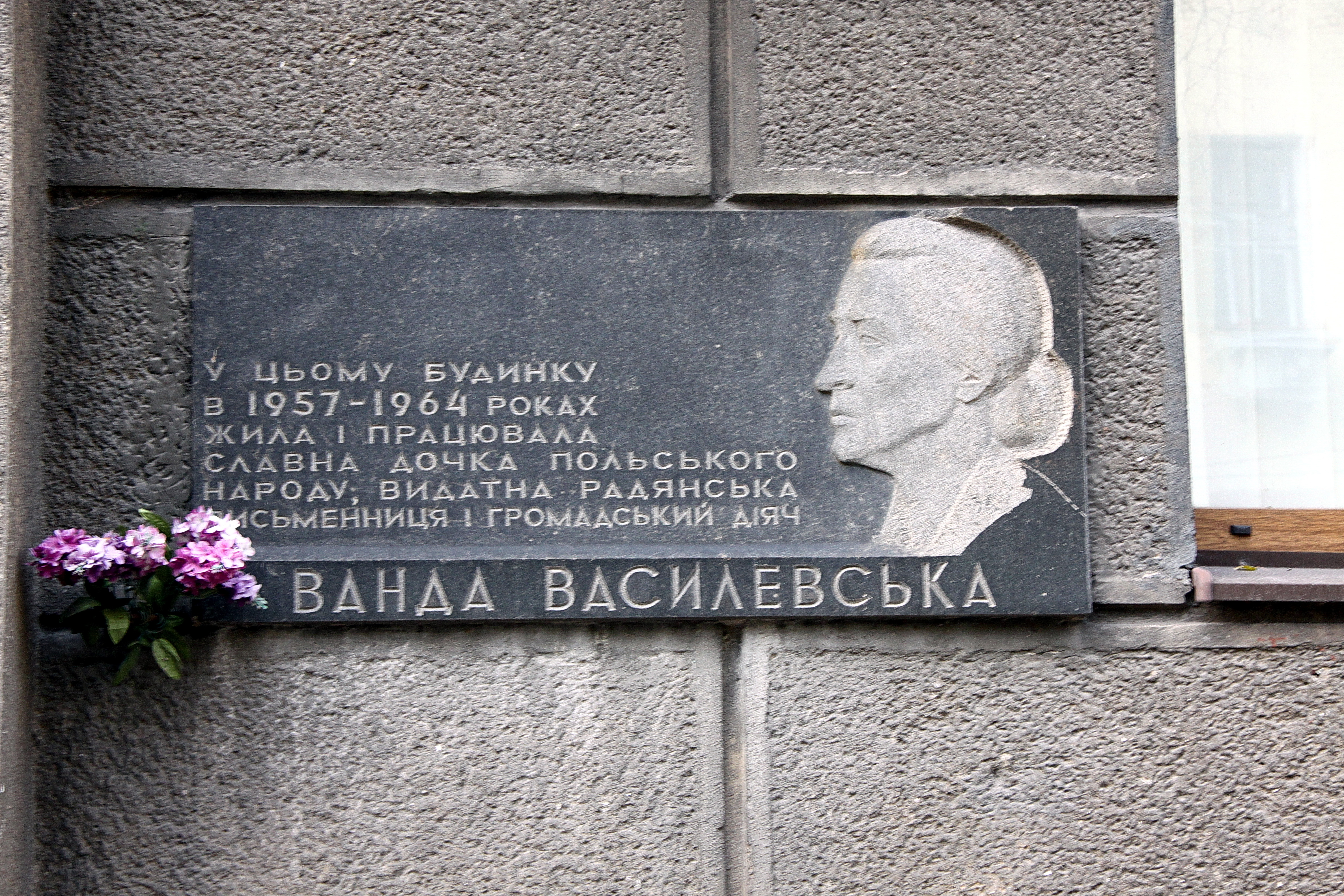
Tablica w kijowskiej dzielnicy Peczersk poświęcona Wandzie Wasilewskiej

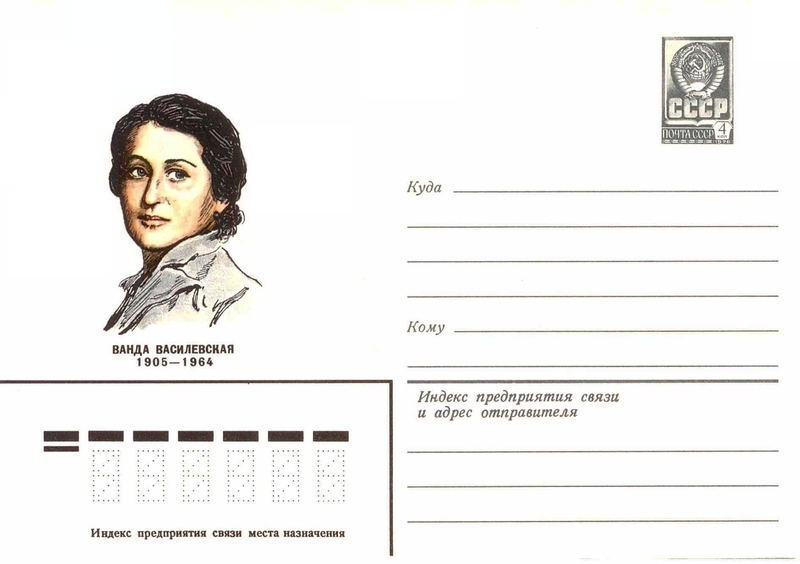
Koperta Poczty ZSRR z wizerunkiem Wandy Wasilewskiej (1979)

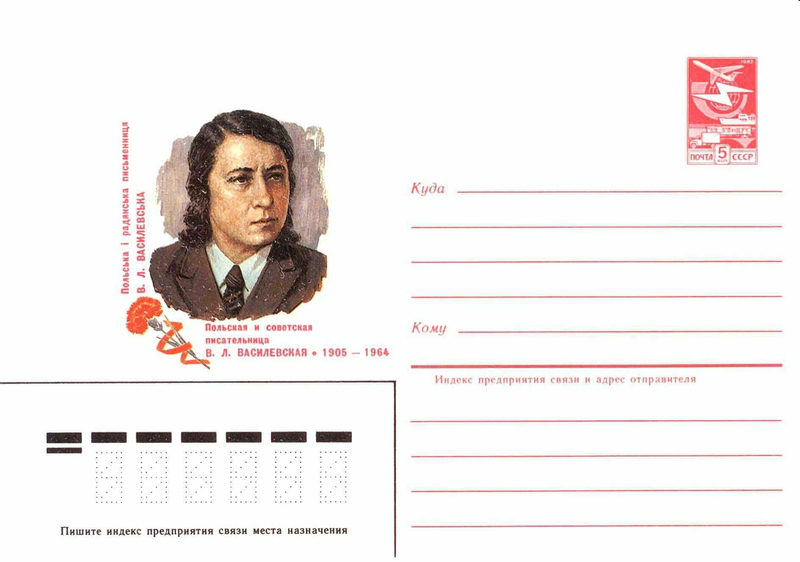
Koperta Poczty ZSRR z wizerunkiem Wandy Wasilewskiej (1984)

## Upamiętnienie
Po II wojnie światowej imieniem Wandy Wasilewskiej nazwano w Polsce Ludowej i w ZSRR ulice, place i szkoły; za czasów III RP nazwy te stopniowo, a w związku z ustawą dekomunizacyjną, w całości uległy zmianie. Polska Rzeczpospolita Ludowa uznała ją za swą patronkę, a w latach 1978–1990 była patronką Wojskowego Instytutu Historycznego w Rembertowie. Była patronką ulicy w Kijowie, po wejściu w życie ustawy dekomunizacyjnej na Ukrainie od 2015 ulica nosi imię Janusza Korczaka.
W 1981 został wybity medal upamiętniający Wandę Wasilewską, wydany przez Mennicę Państwową, a zaprojektowany przez Józefa Misztelę.
Na jej cześć, jej imieniem, nazwano odkrytą w 1925 roku, przez radzieckiego astronoma Grigorija Szajna, planetoidę (1057) Wanda.

## W filmie
Postać Wandy Wasilewskiej występuje w serialu i filmie Do krwi ostatniej (1978) w reżyserii Jerzego Hoffmana. Odtwórczynią tej roli była Katarzyna Skolimowska.
W 2019 roku postać Wandy Wasilewskiej została przedstawiona w II sezonie serialu Stulecie Winnych w wykonaniu Magdaleny Czerwińskiej.

## Ocena
W zbiorowej pamięci Polaków Wasilewska funkcjonuje jako symbol ustanowienia w kraju komunistycznego porządku po drugiej wojnie światowej.
W PRL była obiektem oficjalnego kultu w zmieniających się (w zależności od bieżących potrzeb, innych np. za rządów Bieruta niż Gomułki) formach – jako ikona nowego systemu, postępu, czy bohaterstwa i poświęcenia. Swoją rolę grała do końca, chociaż, jak spekuluje Mrozik, dźwiganie brzemienia „żywego pomnika” doprowadziło do załamania się zdrowia pisarki, która w listach do matki wiązała wszystkie swoje dolegliwości z „nerwami”. Mogła czuć się przypisana do pewnej roli w życiu publicznym, której elementami były utrzymywanie wizerunku spełnionej aktywistki i pisarki, ale również szczęśliwej w życiu osobistym i rodzinnym kobiety.
Dla wielu Polaków Wasilewska była symbolem zdrady narodowej. Maria Dąbrowska nazwała ją w swych dziennikach liżydupą Stalina, Marian Hemar poświęcił jej jedną ze swych fraszek (Madame Wasilewska), gdzie zgryźliwie sportretował ją jako radzieckiego pachołka.
Krytycznie o Wasilewskiej wypowiadali się niektórzy polscy komuniści. Uprzedzenia (spowodowane prawdopodobnie zawiścią z czasów wojny, kiedy wpływ Wasilewskiej był dominujący) zachował w stosunku do niej gen. Zygmunt Berling, ośmieszał ją w swoich pamiętnikach nastawiony na eksponowanie własnych dokonań Włodzimierz Sokorski. Gomułka, który kultywował wizerunek polityczny odmienny od tego, z którym kojarzona była Wasilewska, odmówił w 1967 organizacji uroczystości upamiętniających 30-lecie strajku pracowników Związku Nauczycielstwa Polskiego z 1937, koordynowanego wówczas przez Wasilewską wraz z Broniewską. Pierwszą część obszernej dyskusji historycznej, nagranej z Wasilewską w Warszawie w 1963, opublikowano w 1968, a wydanie drugiej wstrzymano (ukazała się dopiero w 1982). Gomułka spekulował, że Wasilewska, idąc za głosem serca i pozostając z Kornijczukiem na Ukrainie, musiała żałować później swojej decyzji niewłączenia się aktywnie w politykę komunistycznej Polski. Berman twierdził, że Wasilewska „budowała swoje relacje ze Stalinem na zasadzie partnerstwa” i że w traktowaniu powstałej między nimi poufałości wykazała dużo odwagi cywilnej. Chruszczow nie ukrywał podziwu dla uczciwej i prostolinijnej działaczki, która według jego relacji potrafiła mówić Stalinowi prosto w twarz bardzo nieprzyjemne rzeczy i energicznie reprezentowała przed nim Polaków.
Aleksander Wat napisał: „(...) jestem absolutnie pewny, że ona była szczera (...) w Związku Radzieckim, w warunkach strachu i terroru postępowała bardzo przyzwoicie i zachowała bardzo twarde zasady moralne i Kinderstube. Pomagała, jak tylko mogła, przyjaciołom i kolegom, a w tamtym czasie mogła bardzo dużo”. Według Jana Kotta, wyratowała jego i dwie inne osoby od wywózki, wpadając na peron tuż przed odejściem pociągu w głąb Rosji.
Z Wasilewskiej szydził w powojennym emigracyjnym Londynie dawny kolega z Polskiej Partii Socjalistycznej Adam Ciołkosz, który podawał w wątpliwość jej radykalizm i pisał, że aż do wybuchu wojny była powiązana z PPS. Według niego już w połowie lat 30. ulegała komunistycznym kaprysom, ale dopiero w momencie radzieckiej inwazji doznała nagłego i zdecydowanego zauroczenia radzieckim komunizmem. Wasilewska jednak już w liście do matki z listopada 1931 poruszała swoje rozczarowanie polityką ugody i kompromisu PPS i mówiła, że w coraz większym stopniu czuje się „bolszewikiem”.
W Polsce broniło jej małżeństwo Eleonory i Bronisława Syzdków, twierdząc, że Wasilewska nie miała większego wpływu na politykę Stalina wobec Polski, a w trakcie swej działalności w ZSRR wielu Polakom pomogła, wyciągając ich z więzienia, łagru czy gotowego już transportu na Sybir.
Przez współczesnych Wasilewska była widziana jako osoba autentycznie zaangażowana w pracę społeczną (wspomina o tym Marek Edelman w artykule Joanny Szczęsnej z 2001), skłonna do poświęceń i wyrzeczeń (po latach wspominano wożenie paczek dla więźniów politycznych w II RP), o wyjątkowym talencie do przemówień, donośnym głosie.
Krytycy Wasilewskiej przypisują jej polityczną naiwność, infantylizm, czy skrajną jednostronność w widzeniu rzeczywistości, wypominają jej skłonność do zbytków i luksusu (we wspomnieniach z 1964 narzekała, że w 1939 brakowało jej w Kowlu kawy; po 1945 – według niektórych – miała żyć w Kijowie w przepychu), a także polityczny cynizm ocierający się o butę (słynne zapytanie do wyciągniętego przez nią z łagru w Republice Komi Andrzeja Witosa, w reakcji na jego (nie po myśli Wasilewskiej) uwagę na konferencji PKWN: Ciekawe, jaka jest teraz pogoda w Komi?).
W ZSRR krążył wierszyk Korniejczuk i Wanda, nie rodzina a banda. Według niektórych relacji Wasilewska była męska i dominująca. Fidel Castro, który na Kubie przegrał z nią zawody w wycinaniu trzciny cukrowej, przyrównywał jej charakter do maczety.
Bronisław Łagowski postrzega Wandę Wasilewską jako kluczową wśród Polaków osobowość II wojny światowej: jej wizja Polski, w znacznym stopniu w wyniku jej własnych wysiłków, została urzeczywistniona. Wasilewska, pryncypalna współtwórczyni powojennego polskiego rządu i powojennej Polski w korzystnych granicach, była według niego nie mniej zasłużona dla sprawy polskiej niż Władysław Sikorski, a być może – w sferze polityki realnej – bardziej.